# یوکی اوزاوا
یوکی اوزاوا (ژاپنی: 小澤 雄希؛ زادهٔ ۴ اکتبر ۱۹۸۳) یک بازیکن فوتبال اهل ژاپن است.
از باشگاه‌هایی که در آن بازی کرده‌است می‌توان به باشگاه فوتبال میتو هولیهوک، باشگاه فوتبال شونان بلمار، باشگاه فوتبال ساگامیهارا و باشگاه فوتبال کاماتامار سان‌اوکی اشاره کرد.